# Galleh Dār
Galleh Dār (persiska: گله دار, Galehdār) är en ort i Iran.   Den ligger i provinsen Fars, i den södra delen av landet, 900 km söder om huvudstaden Teheran. Galleh Dār ligger 468 meter över havet och antalet invånare är 9 982.
Terrängen runt Galleh Dār är kuperad söderut, men norrut är den platt. Runt Galleh Dār är det glesbefolkat, med 20 invånare per kvadratkilometer. Galleh Dār är det största samhället i trakten. Trakten runt Galleh Dār är ofruktbar med lite eller ingen växtlighet.